# Muara Bahan
Muara Bahan is een bestuurslaag in het regentschap Kuantan Singingi van de provincie Riau, Indonesië. Muara Bahan telt 2685 inwoners (volkstelling 2010).